# Hańba!
Ганьба! (пол. Hańbaǃ) — польський музичний гурт, утворений 2013 року в Кракові. Музика поєднує панк, фолк та клезмер, тексти стосуються міжвоєнної Польщі. Музиканти використовують традиційні інструменти для експресивного панкового аранжування, співаючи власні тексти, а також тексти польських поетів (Юліана Тувіма, Владислава Броневського, Луціяна Шенвальда та Яна Бжехви). Учасники колективу раніше грали у фолкових (Bumtralala, Południca!), панкових (Ziemniaki), інді-рок (SuperXiu, Two Red Triangles), та метал-гуртах (Crowmoth).

## Учасники
- Анджей Заменгоф (справжнє ім'я Анджей Заґаєвський) — банджо, спів.
- Веслав Круль (справжнє ім'я Міхал Радмахер) — акордеон, кларнет.
- Адам Соболевський (справжнє ім'я Матеуш Новицький) — барабани, спів.
- Іґнацій Воланд (справжнє ім'я Якуб Левицький) — туба, спів.
- Северин Волков (справжнє ім'я Бартош Вільк)

## Дискографія
- Figa z makiem (2013)
- Prosto w serce (2014)
- Guma i gówno (2014)
- Hańba (2016)
- Będą bić! (2017)
- 1939 (2019)
- Nikt nam nie zrobił nic (2020)
- Kryzys (2023)